# Illiesoperla carnarvonensis
Illiesoperla carnarvonensis är en bäcksländeart som beskrevs av Günther Theischinger 1984. Illiesoperla carnarvonensis ingår i släktet Illiesoperla och familjen Gripopterygidae. Inga underarter finns listade i Catalogue of Life.